# 迈因德特·狄扬
迈因德特·狄扬（荷蘭語：Meindert DeJong，1906年3月4日—1991年7月16日），荷兰裔美国儿童文学作家，1962年国际安徒生作家奖得主，也是第一位获得该奖的美国作家。

## 生平
1914年随家人移民美国密歇根州，后毕业于该州的加爾文學院。时值美国经济大萧条，他没有固定的工作，曾做过水泥匠、砖瓦工、教堂司事，也曾在大学任过教。后经一位图书管理员介绍，开始了写作生涯。第二次世界大战期间加入美國陸軍航空兵團，在中国服役。

## 荣誉
部分获奖情况：
- 1954年，《小兔沙得拉》和《坎迪，快回家》获纽伯瑞奖儿童文学银奖[4]。
- 1955年，《学校屋顶上的轮子》获纽伯瑞奖[4]。
- 1962年，国际安徒生作家奖。
- 1969年，《辣薄荷街的旅行》（Journey from Peppermint Street）获美國國家圖書獎儿童文学奖[5]。

## 中文译本
- 迈恩德特·德容. 由任溶溶翻译.  . 外国文艺. 1993年.
- 邁德特·狄楊. . 由招貝華翻译. 智茂文化. 1994年9月. ISBN 9789575356156.
- 门德特·德琼.  . 国际安徒生奖获奖作家作品书系. 由杨恒达翻译. 河北少年儿童出版社. 2000年5月. ISBN 9787537620239.
- 门德特·德琼.  . 国际安徒生奖获奖作家作品书系. 由李嵘 / 杨恒达翻译. 河北少年儿童出版社. 2002年9月. ISBN 9787537624503.
- 门德特·德琼.  . 国际安徒生奖获奖作家作品书系. 由钱志龙 / 于卉翻译. 河北少年儿童出版社. 2002年9月. ISBN 9787537624480.
- 迈因德特·狄扬. . 获安徒生奖作家作品系列. 由潘辛 / 吴焱煌翻译 第2版. 辽宁少年儿童出版社. 2012年12月. ISBN 9787531513957.